# Hemorrhois algirus
Hemorrhois algirus är en ormart som beskrevs av Jan 1863. Hemorrhois algirus ingår i släktet Hemorrhois och familjen snokar. Inga underarter finns listade i Catalogue of Life.
Arten förekommer i norra Afrika från nordvästra Egypten över norra Libyen, Tunisien, norra Algeriet och Marocko till västra Mauretanien. En avskild population hittas i södra Algeriet. Denna orm lever i låglandet och i bergstrakter upp till 1600 meter över havet. Hemorrhois algirus vistas främst i torra och klippiga områden med glest fördelad växtlighet. Den hittas även i stäpper, i buskskogar och på odlingsmark med olivträd. Individerna gömmer sig ofta i stenmurar eller i gamla byggnader. Denna orm ligger tidig på morgonen i solen och sedan jagar den gnagare, ödlor och ibland små fåglar med snabba rörelser. Honor lägger ägg.
Beståndet påverkas negativ av personer som inte vill ha ormar i närheten och som trakasserar individerna. Hela populationen anses vara stabil. IUCN listar arten som livskraftig (LC).